# Sirijsko-turska granica
Granica između Sirijskoe Arapske Republike i Republike Turske (arapski: الحدود السورية التركية, turski: Suriye–Türkiye sınırı) duga je 911 km, a vodi od Sredozemnog mora na zapadu do tromeđe s Irakom na istoku. Duljinom od oko 400 km prelazi preko Gornje Mezopotamije, prelazeći Eufrat i stižući sve do Tigrisa. Veći dio granice slijedi južnoturski dio Bagdadske željeznice, otprilike duž 37. paralele između 37. i 42. istočnog meridijana. Na zapadu gotovo okružuje tursku pokrajinu Hatay, djelomično prateći tijek rijeke Oront izlazeći na Sredozemno more u podnožju Jebel Aqre.

## Opis
Od turskog prisvajanja države Hatay 1939., sirijsko-turska granica dodiruje mediteransku obalu u Ras al-Bassitu, južno od planine Jabal Aqra (35°55′44″N 35°55′04″E / 35.9288°N 35.9178°E). Pokrajina Hatay graniči sa sirijskim gubernijama (pokrajinama) Latakijom i Idlibom. Najzapadniji (i najjužniji) granični prijelaz je na 35°54′18″N 36°00′36″E / 35.905°N 36.010°E, nekih 3 km zapadno od mjesta Yayladağı. Granica doseže svoju najjužniju točku u 35°48′29″N 36°09′07″E / 35.808°N 36.152°E, 2 km zapadno od Bidame, uključujući sada napušteno selo Topraktutan (Beysun) u Hatayu.
Granica sada prolazi sjeverno i istočno, slijedeći dijelom svog tijela rijeku Oront, gdje je 2011. godine započela izgradnja brane prijateljstva Sirije i Turske (ali je u međuvremenu odgođena zbog Sirijskog građanskog rata), i istočno do graničnog prijelaza Bab al-Hawa na cesti İskenderun - Alep, zatim sjevernije do granice između pokrajina Hatay i Gaziantep, gdje oštro skreće istočno pored naselja Meidan Ekbis (okrug Afrin), na 36°49′48″N 36°39′54″E / 36.830°N 36.665°E.
S izuzetkom pokrajine Hatay, turska strana granice u cijelosti je unutar regije Jugoistočna Anadolija. Istočno od Meidan Ekbisa, granica se proteže prema istoku oko 400 metara km, otprilike slijedeći 37° sjeverne z.š. i prolazeći od 37° do 42° istočne z.d. Od Al-Raija do granice između Nusaybina i Qamishlija, granica prati trasu željezničke pruge Konya-Baghdad. Prelazi rijeku Eufrat kod Jarabulusa (Sirija) i Karkamışa (Turska), te prolazi sjeverno od pograničnog grada Kobanî (Ayn al Arab) (izgrađen 1912. u sklopu građevinskog projekta Bagdadske željeznice). Okrug Tell Abyad u pokrajini Raqqa graniči s turskom pokrajinom Şanlıurfa, uključujući podijeljeni pogranični grad Tell Abyad/Akçakale. Pokrajina Al-Hasakah, koja dalje graniči s pokrajinom Şanlıurfa, ima granični prijelaz u Ras al-Aynu, dok je s turske strane Ceylanpınar. Nekih 100 km istočno od Ceylanpınara, granica prolazi uz pogranični grad Nusaybin u turskoj pokrajini Mardin (drevni Nisibis, rodno mjesto Efraima Sirijca), pored sirijskog Qamishlija. Sirijska pokrajina Alep ima km dugu sjevernu granica s turskim pokrajinama Kilis, Gaziantep i Şanlıurfa. 
S turske strane, Europski pravac E90 prolazi duž granice, prelazeći Eufrat u Bireciku i Tigris u Cizreu. Posljednjih 30 km granica slijedi tok Tigrisa, okrećući se prema jugoistoku, sve do tromeđe Irak-Sirija-Turska na 37°06′22″N 42°21′18″E / 37.106°N 42.355°E.

## Povijest
Početkom 20. stoljeća cijelo pogranično područje bilo je dio Osmanskog Carstva. Tijekom Prvog svjetskog rata, Arapskim ustankom (koji su podržali Britanci) uspješno su izbačeni Osmanlije iz Sirije i Mezopotamije, međutim Ujedinjeno Kraljevstvo i Francuska su se tajno složili podijeliti područje između njih 1916. sporazumom Sykes-Picot.
Godine 1920. Sirija je službeno postala francuski mandat, u početku podijeljena na brojne države, uključujući Sandžak Alexandrettu (današnja pokrajina Hatay) pod kontrolom Francuske. Mirovnim ugovorom u Sèvresu 1920. anatolijska Turska trebala je biti podijeljena, a sirijsko-turska granica postavljena je sjevernije od trenutnog položaja. Turski nacionalisti bili su ogorčeni zbog ugovora, što je doprinijelo izbijanju Turskog rata za nezavisnost; turski uspjeh u ovom sukobu značio je odbacivanje ugovor a iz Sèvresa. Nova granica povoljnija za Tursku povučena je Francusko-turskim Ankarskim ugovorom 1921. nakon pregovora između francuskog premijera Aristidea Brianda i turskog ministra vanjskih poslova Yusufa Kemala-bega. Ugovorom iz Lausanne 1923. priznata je nezavisnost Turske i dogovoreno je daleko izdašnije teritorijalno rješenje, iako po cijenu turskog formalnog odricanja od bilo kakvog potraživanja prema arapskim zemljama. Nakon Lausanne, sirijsko-turska granica bila je preciznije razgraničena između Meidan Ekbisa i Nusaybina 1926. godine, te između Nusaybina i tromeđe s Irakom 1929. Konačni protokol o razgraničenju koji pokriva cijelu granicu istočno od Hataya tada je potvrđen i deponiran u Ligi naroda 3. svibnja 1930.
Poseban je slučaj bio ono što je danas turska pokrajina Hatay, koja je ostala autonomna do 1923. godine, a zatim je postala dio Sirije kao Sandžak Alexandretta, nakratko se osamostalila kao država Hatay 1938. godine, prije nego što ju je Turska pripojila kao pokrajinu Hatay 1939. Hatajski dio granice razgraničen je 1938., a zatim potvrđen sljedeće godine, obilježen na tlu brojnim stupovima. Hatay je tada formalno pripojen Turskoj 23. srpnja 1939.
Sirija je stekla neovisnost 1944. Kada se Turska pridružila NATO -u (1952.) i OESS -u (1973.), njezina granica sa Sirijom postaje vanjska granicu ovih organizacija. Sirija je nastavila polagati pravo na pokrajinu Hatay kao dio Velike Sirije, pa je često na službenim kartama regiju prikazivala kao dio Sirije, iako su posljednjih desetljeća njihove tvrdnje bile manje izražene.
Od izbijanja sirijskog građanskog rata 2011. napetosti preko granice su porasle, a došlo je i do brojnih sukoba; također je došlo do značajnog priljeva izbjeglica preko granice u Tursku. Turska je započela izgradnju granične barijere 2014.
Prema podacima Sirijskog opservatorija za ljudska prava, od početka sirijskog građanskog rata turska žandarmerija je ubila oko 471 sirijskog civila, uključujući 86 djece i 45 žena.

## Granični prijelazi
Od zapada prema istoku, od 1. srpnja 2019.
| #  | Turska                      | Sirija        | Tip               | Status                       | Nadzor na sirijskoj strani                          |
| -- | --------------------------- | ------------- | ----------------- | ---------------------------- | --------------------------------------------------- |
| 1  | Yayladağı                   | Kessab        | Cesta             | Ograničen pristup            | Sirija                                              |
| 2  | Kızılçat                    | Samira        |                   | Zatvoreno                    | Grupe povezane sa Slobodnom sirijskom vojskom (FSA) |
| 3  | Topraktutan                 | Yunesiyeh     |                   | Zatvoreno                    | Grupe povezane s FSA                                |
| 4  | Aşağıpulluyazı              | Ein al-Bayda  |                   | Zatvoreno                    | Hayat Tahrir al-Sham                                |
| 5  | Güveççi                     | Kherbet Eljoz |                   | Ograničen pristup            | Hayat Tahrir al-Sham                                |
| 6  | Karbeyaz (Yiğitoğlu)        | Darkush       |                   | Zatvoreno                    | Hayat Tahrir al-Sham                                |
| 7  | Ziyaret                     | Al-Alani      |                   | Zatvoreno                    | Islamisti                                           |
| 8  | Cilvegözü, pored Reyhanlıja | Bab al-Hawa   | Cesta             | Otvoreno                     | Lokalna civilna administracija                      |
| 9  | Bükülmez                    | Atme          |                   | Zatvoreno                    | Islamisti                                           |
| 10 | Hatay Hammamı               | Al Hammam     |                   | Otvoreno                     | Grupe povezane s FSA                                |
| 11 | İslahiye                    | Meidan Ekbis  | Željeznica        | Zatvoreno                    | Sirijska nacionalna vojska (SNA)                    |
| 12 | Öncüpınar                   | al-Salameh    | Cesta             | Otvoreno                     | SNA                                                 |
| 13 | Çobanbey                    | Al-Rai        | Željeznica        | Otvoreno                     | SNA                                                 |
| 14 | Karkamış                    | Jarabulus     | Cesta             | Otvoreno                     | SNA                                                 |
| 15 | Mürşitpınar                 | Ayn al-Arab   | Željeznica        | Zatvoreno                    | Kurdska samouprava                                  |
| 16 | Akçakale                    | Tall Abyad    | Cesta             | Ograničen pristup            | SNA                                                 |
| 17 | Ceylanpınar                 | Ras al-Ayn    | Cesta             | Ograničen pristup            | SNA                                                 |
| 18 | Şenyurt                     | Al-Darbasiyah | Cesta             | Zatvoreno Kurdska samouprava |                                                     |
| 19 | Nusaybin                    | Qamishli      | Cesta, željeznica | Zatvoreno                    | Sirija                                              |
| 20 | Cizre                       | Al-Malikiyah  |                   | Zatvoreno                    | Kurdska samouprava                                  |
| 20 | Kumlu                       | Afrin         |                   | Otvoreno                     | SNA                                                 |

## Galerija
- Zemljovid sirijsko-turske granice.
- Dio turskog graničnog zida.
- Zemljovid porječja Eufrata i Tigrisa oko istočnog dijela granice.
- Sirijski grad Kessab, s vrhom planine Jebel Aqra (Turska) u pozadini.